# Cavariella lhasana
Cavariella lhasana är en insektsart. Cavariella lhasana ingår i släktet Cavariella och familjen långrörsbladlöss. Inga underarter finns listade i Catalogue of Life.